# 흐발디미르

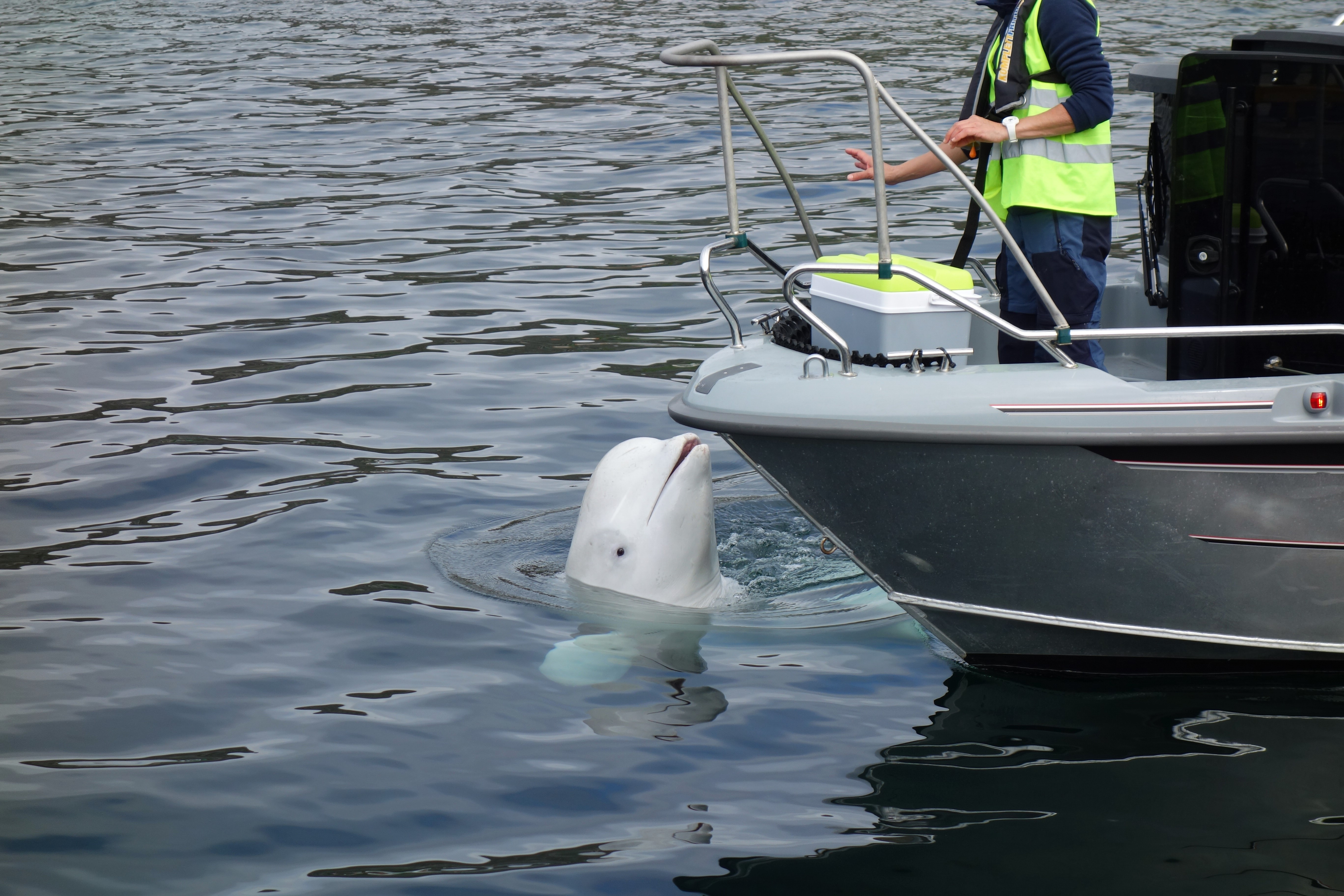

흐발디미르(노르웨이어: Hvaldimir, 2009년경~2024년 8월 31일)는 노르웨이 북부 함메르페스트시 근교에서 출몰한 수컷 흰돌고래다.
발견되었을 당시 카메라가 없어진 카메라 하네스를 입고 있었으며, 사람들에게 먹이를 구걸하는 등 야생동물답지 않은 행동을 보였다. 그래서 러시아에서 첩보 목적으로 훈련시킨 고래가 탈주한 것이라는 음모론이 있었으며, 이름도 노르웨이어로 고래를 의미하는 hval 과 러시아 대통령 블라디미르 푸틴의 Vladimir를 붙여서 명명되었다.
흐발디미르의 활동 범위는 2023년까지 스웨덴 근해까지 넓어졌으며, 관광객들에게 유명해져 명물이 되었다. 2024년 스타방에르 근교의 리사비카에서 폐사한 시체로 발견되었다. 동물보호 운동가들은 흐발디미르가 총에 맞아 죽었다고 주장했지만 부검 결과 그런 근거는 발견되지 않았다.

## 음모론
처음 발견되었을 당시 흐발디미르는 고프로 장착용 하네스를 입고 있었으나 카메라는 없었다. 하네스를 벗겨보니 버클 클립 가운데에 낚싯바늘 문양이 새겨져 있었고 그 주위로 “Equipment St Petersburg” 라고 영어로 쓰여 있었다. 그래서 이 고래가 러시아에서 첩보 목적으로 훈련시킨 것이 탈주한 것이라는 음모론이 파다했다. 미국과 러시아는 냉전 시절부터 해양포유류를 훈련시켜 첩보 목적으로 사용하고 있으며, 흰돌고래는 러시아 측의 훈련 대상으로 포함되어 있는 것으로 알려졌다. 러시아 해양과학자들은 노르웨이 과학자들에게 흐발디미르가 착용한 하네스는 과학자들이 사용하는 것과 다르다고 증언했다. 러시아군 대변인 빅토르 바라네츠 대령은 이런 의혹에 대해서 긍정도 부정도 하지 않았다.
2019년 5월에는 위성사진에서 콜라반도 바렌츠해의 올레냐만의 러시아 해군기지에서 고래 사육용 가두리로 보이는 시설들이 발견되기도 했다.
“흐발디미르”라는 이름 자체도 이 러시아 스파이설 때문에 타블로이드지 『베르덴스 강』에서 블라디미르 푸틴의 이름을 따서 붙여준 것이다. 이후 국영방송 NRK에서 이름을 공모한 결과 “흐발디미르”가 1위, 발견자인 어부의 이름을 딴 “요아르(Joar)”가 2위, “제임스 벨루가 요원(Agent James Beluga)”이 3위를 해서 흐발디미르가 이름으로 굳어졌다.
우크라이나의 해양학자 올가 쉬파크(Olga Shpak)는 흐발디미르가 2013년 오호츠크해에서 포획되어 군에서 훈련되었으며, 원래 이름은 안드루하(Andruha)였고, 상트페테르부르크에서 1년을 지냈다가 무르만스크 해군기지로 옮겨져 거기서 탈주한 것이라고 주장했다.